# Maria Wunsch
Marie Wunsch, também conhecida por Mizi (17 de julho de 1862 em Gersthof (Weinhaus), perto de Viena, e falecida em 29 de março de 1898 em Meran), foi uma pintora de gênero austríaca.

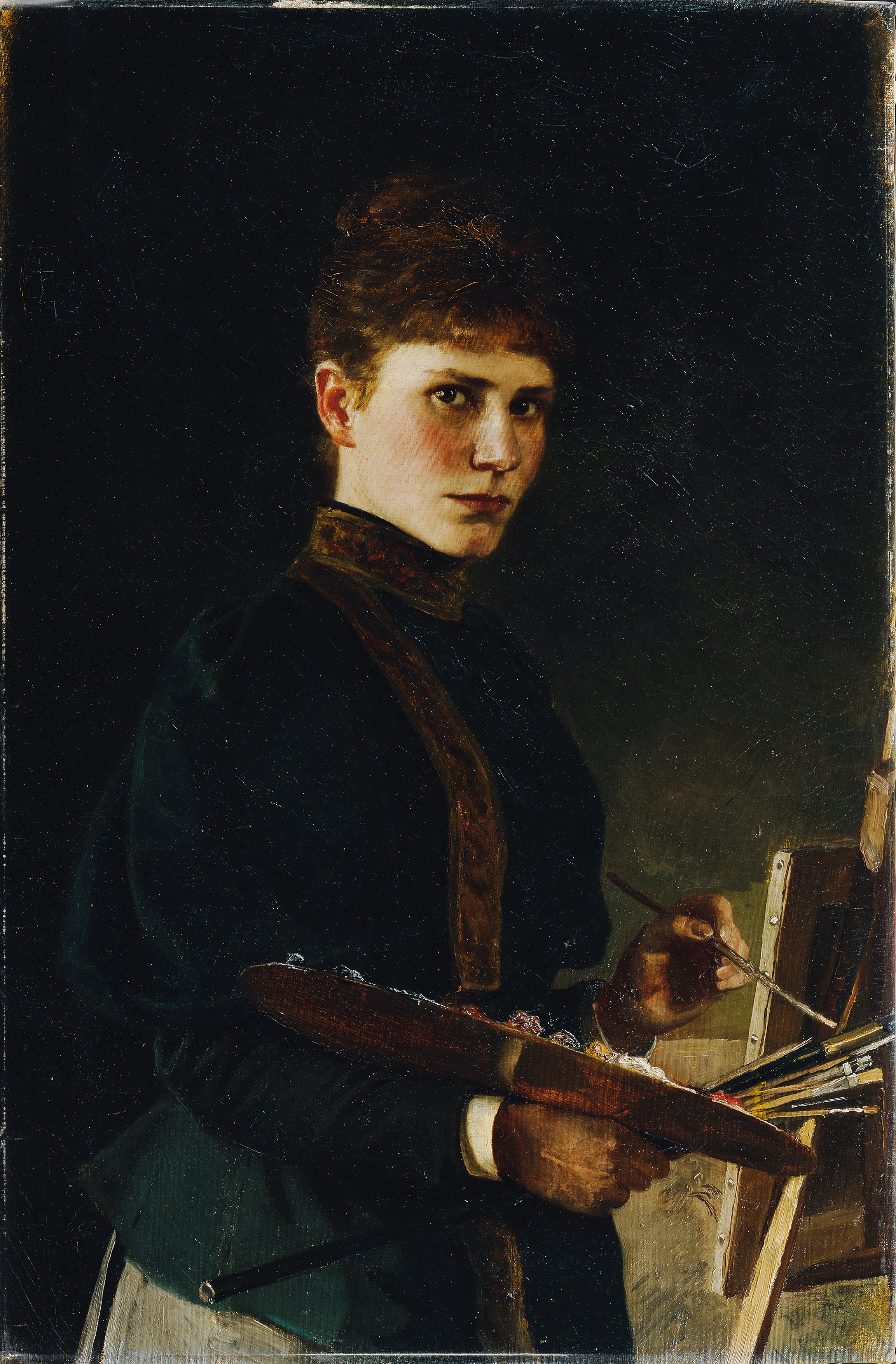
Maria Wunsch - Autorretrato no cavalete - Österreichische Galerie Belvedere